# Reazione di Michaelis-Arbuzov
La reazione di Michaelis–Arbuzov (nota anche come reazione di Arbuzov) è la reazione chimica tra un trialchil fosfito ed un alogenuro alchilico per formare un fosfonato.
La reazione venne scoperta da August Michaelis nel 1898, ed ampiamente esplorata da Aleksandr Arbuzov negli anni successivi. Questa reazione è utilizzata estensivamente nella sintesi di vari fosfonati, fosfinati e fosfin ossidi, e negli anni sono state pubblicate molte review al riguardo. La reazione avviene anche per leganti fosfiti, come si può notare dalla demetilazione del {(C5H5)Co[(CH3O)3P]3}2+ a dare {(C5H5)Co[(CH3O)2PO]3}−, il quale è detto legante di Klaui.

## Meccanismo di reazione
Il meccanismo prevede l'attacco nucleofilo verso l'alogenuro alchilico (2) da parte del doppietto sull'atomo di fosforo del fosfito (1) a dare un intermedio fosfonio (3). Nel caso di triaril fosfiti si è osservata la formazione di sali di fosfonio stabili poiché per essi non è possibile il secondo step di reazione. Similmente, alogenuri vinilici ed arilici sono meno reattivi verso i fosfiti.
L'anione alogenuro precedentemente eliminato attacca ancora, tramite una reazione di sostituzione nucleofila, una delle catene alchiliche dell'intermedio fosfonio, generando così il prodotto fosfonato (4) e un alogenuro alchilico (5). Nel caso di intermedi chirali, si è dimostrato che l'attacco nucleofilo dell'alogenuro procede con un meccanismo di tipo SN2, dal momento che avviene tramite inversione di configurazione.
Come linee guida per la reattività, gli alogenuri alchilici possono essere classificati come (dal più reattivo al meno reattivo):
RCOX > RCH2X > RR'CHX >> RR'R"CX
inoltre si ha che:
RI > RBr > RCl
La reazione di α-bromo- ed α-clorochetoni con fosfiti porta a vinil fosfati invece che ad alchil fosfonati: si tratta infatti della reazione di Perkow. Gli α-Iodochetoni invece danno come prodotto di reazione fosfonati. Esistono comunque e sono riportati in letteratura altri metodi di sintesi per β-chetofosfonati.